# Aïno
Pour les articles homonymes, voir Aino.

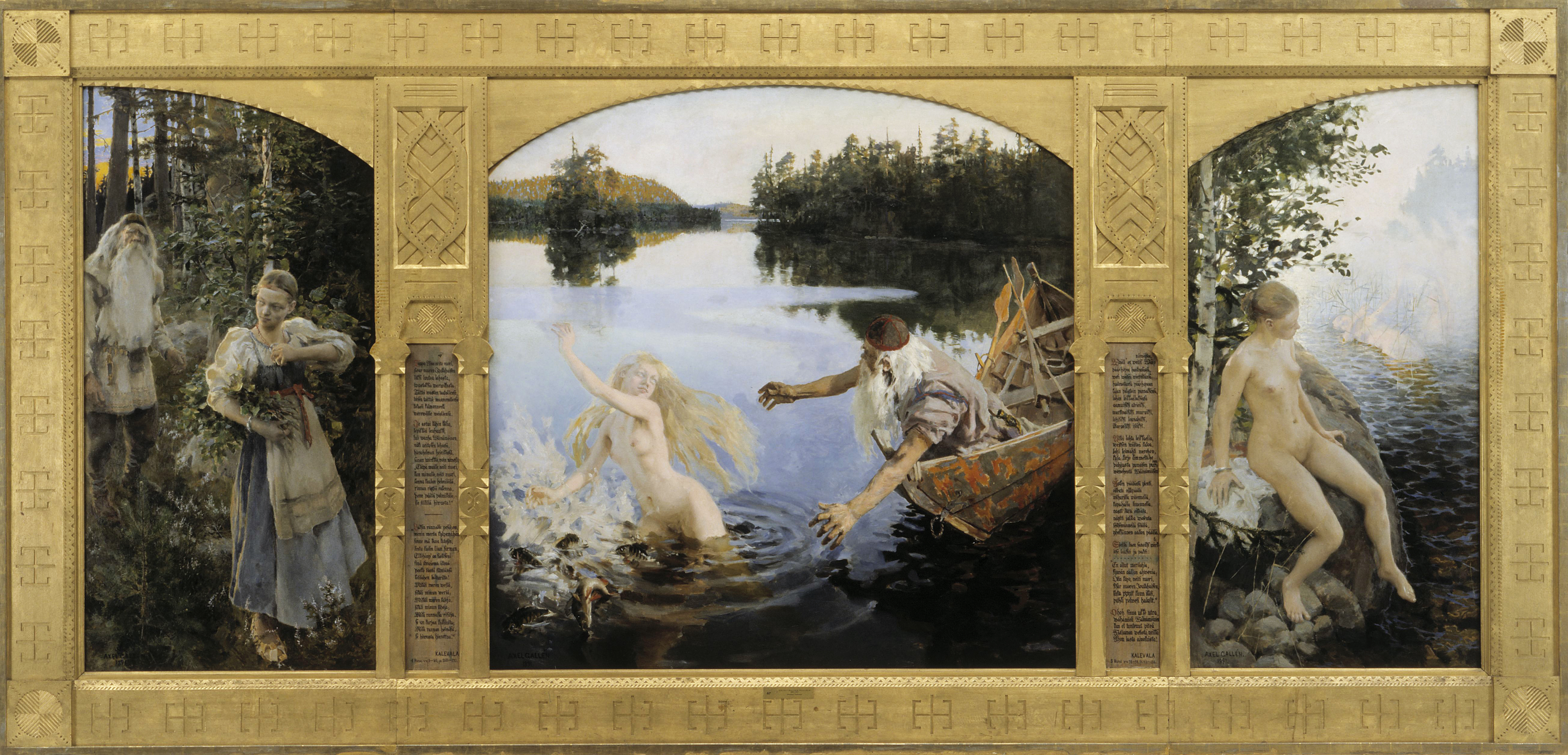
Le Triptyque d’Aïno qui illustre les premiers chants du Kalevala (Gallen-Kallela, 1891)

Aïno est un personnage de l'épopée nationale finlandaise le Kalevala.
D'une grande beauté, elle est promise au héros principal Väinämöinen par son frère Joukahainen. En effet, les deux magiciens entament un combat de chants, et lorsque Joukahainen se fait coincer dans un marais par l'enchantement de Väinämöinen, il lui promet la main de sa sœur en échange de sa vie. Alors que la mère d'Aïno est heureuse que sa fille épouse un tel homme, la jeune Aïno est désespérée de devoir s'occuper d'un vieillard pour le reste de sa vie. Elle se suicide en se noyant, préférant devenir un esprit de l'eau. En pêchant, Väinämöinen la rencontre une dernière fois sous la forme d'un saumon et celle-ci se moque de lui avant de disparaître à jamais, au grand désarroi du héros.

## Galerie

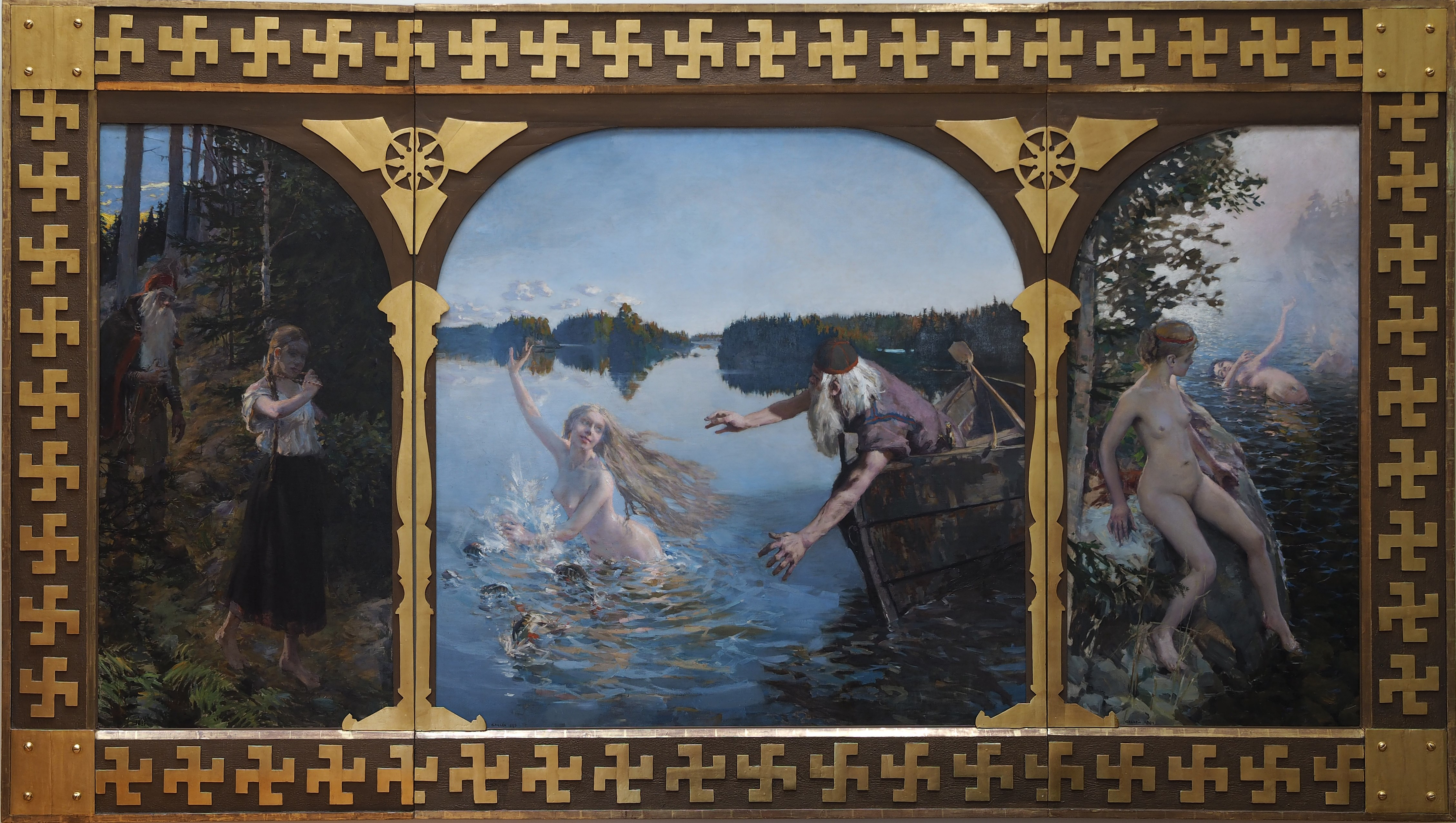
Le Triptyque d'Aïno de Gallen-Kallela[1].
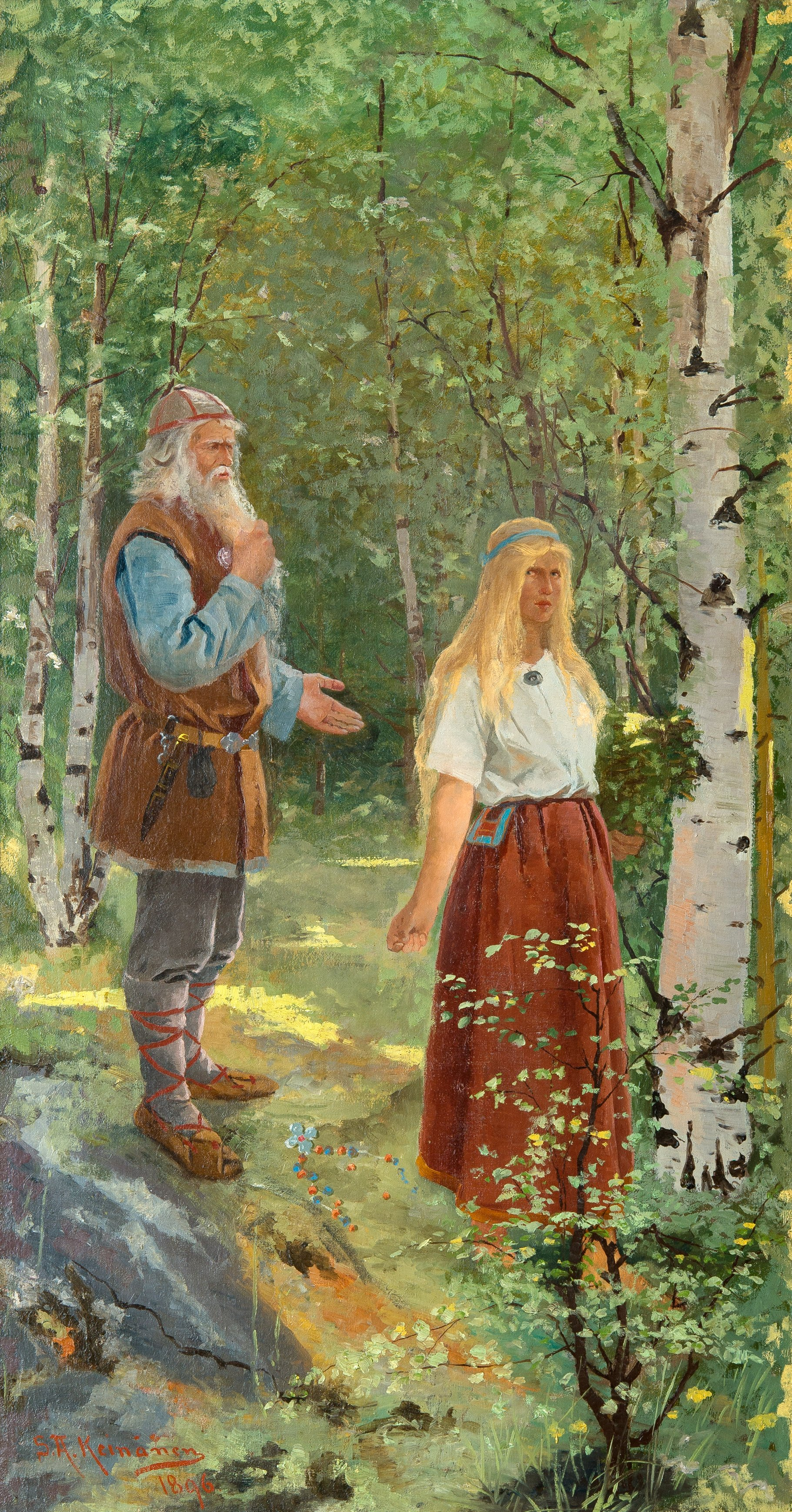
Väinämöinen et Aïno de Sigfrid Keinänen, 1896
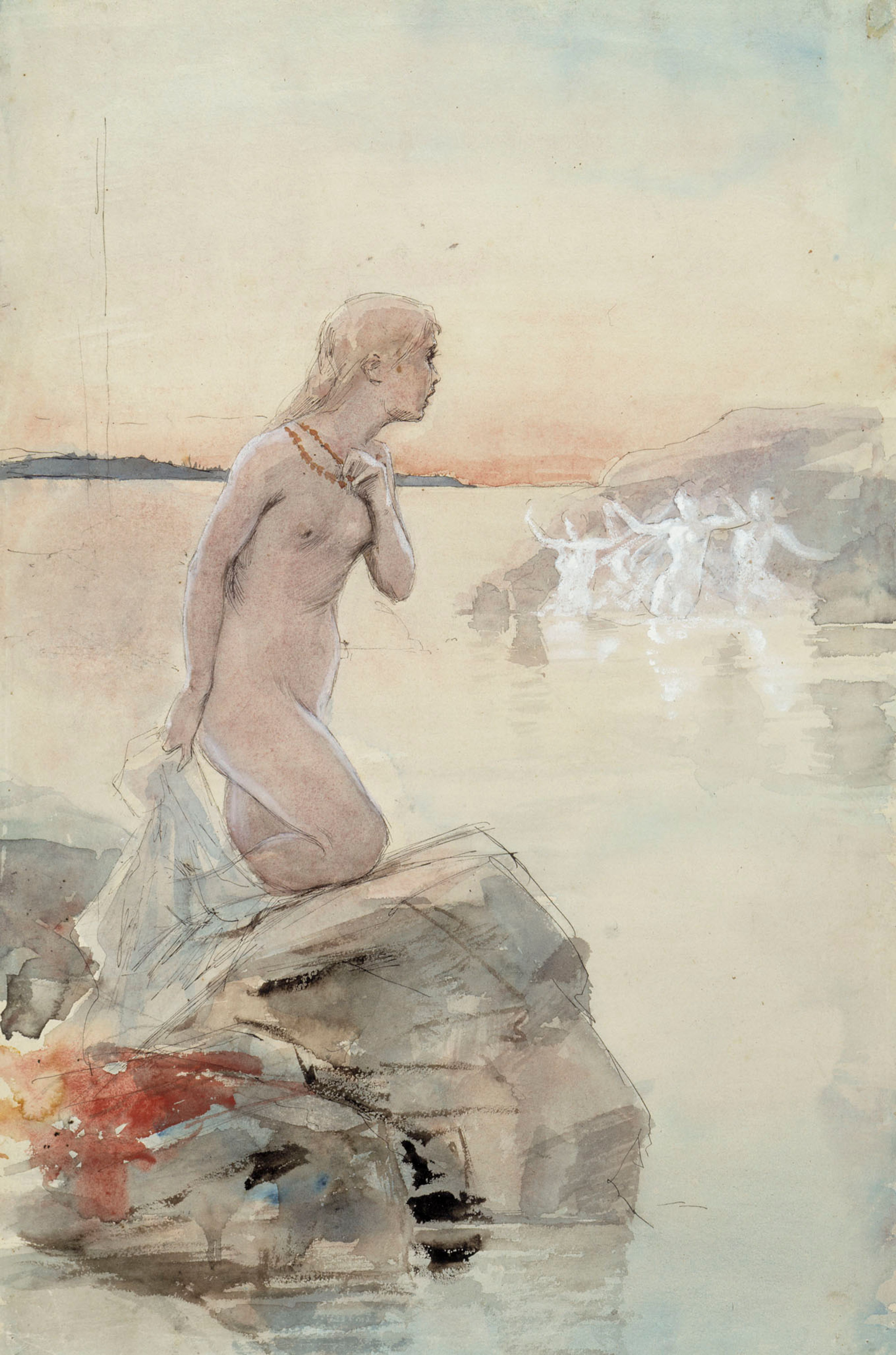
Aïno, aquarelle de Albert Edelfelt.
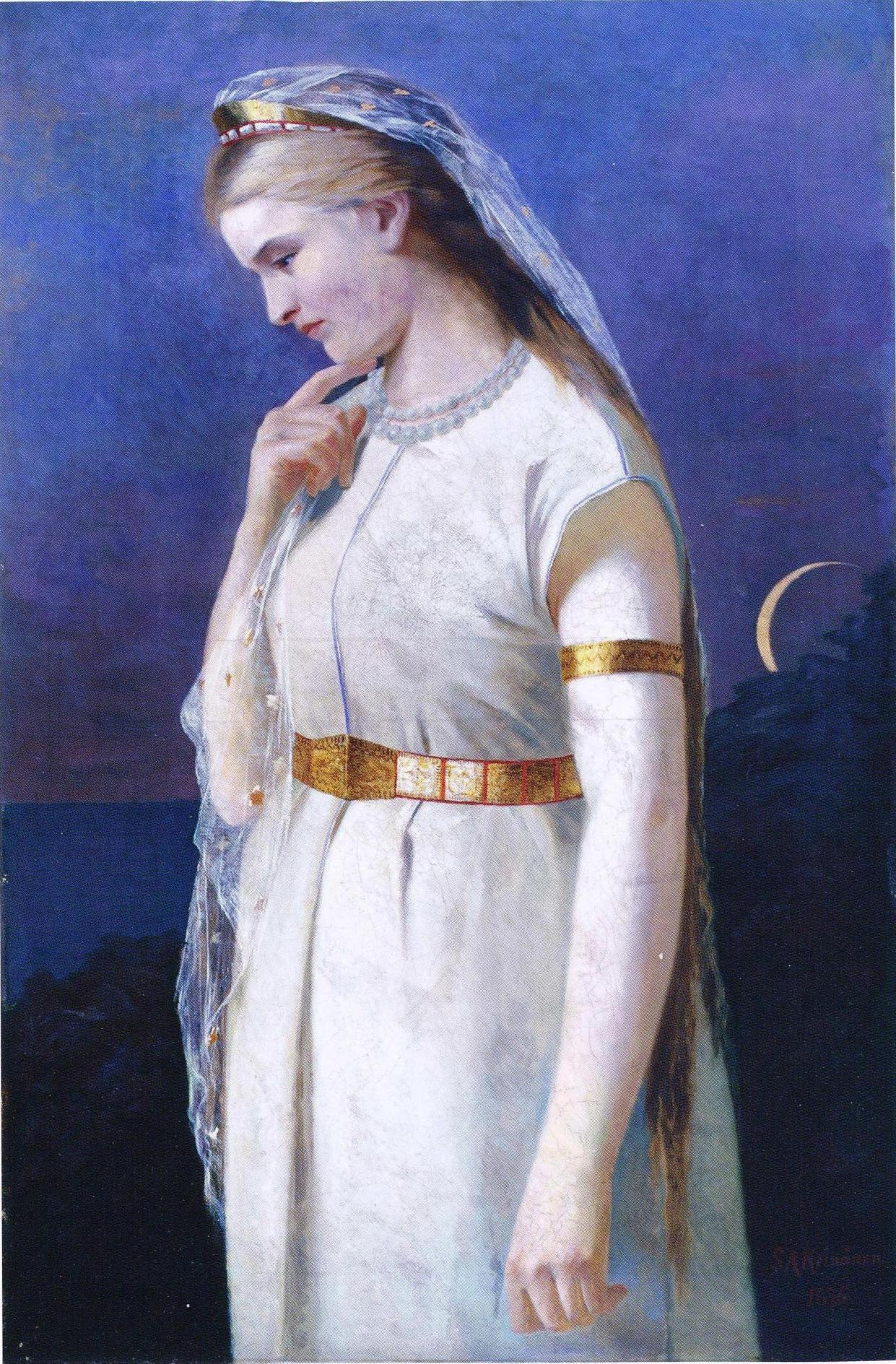
Aino by the Sea (Aïno au bord de la mer), Sigfrid Keinänen, 1876.
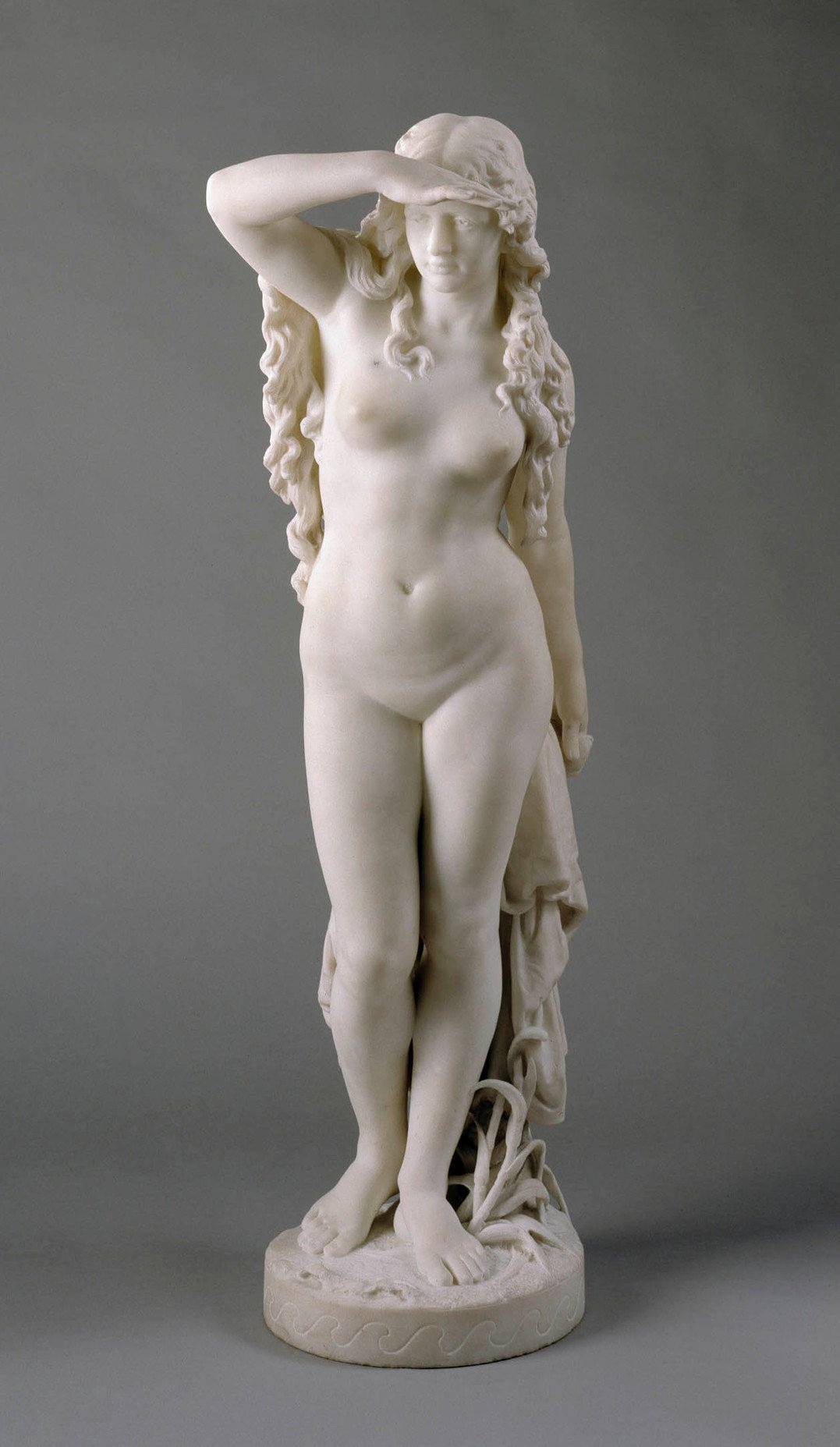
Aino, Looking out to the Sea (Aïno, Regardant la Mer), Johannes Takanen (fi), 1876.
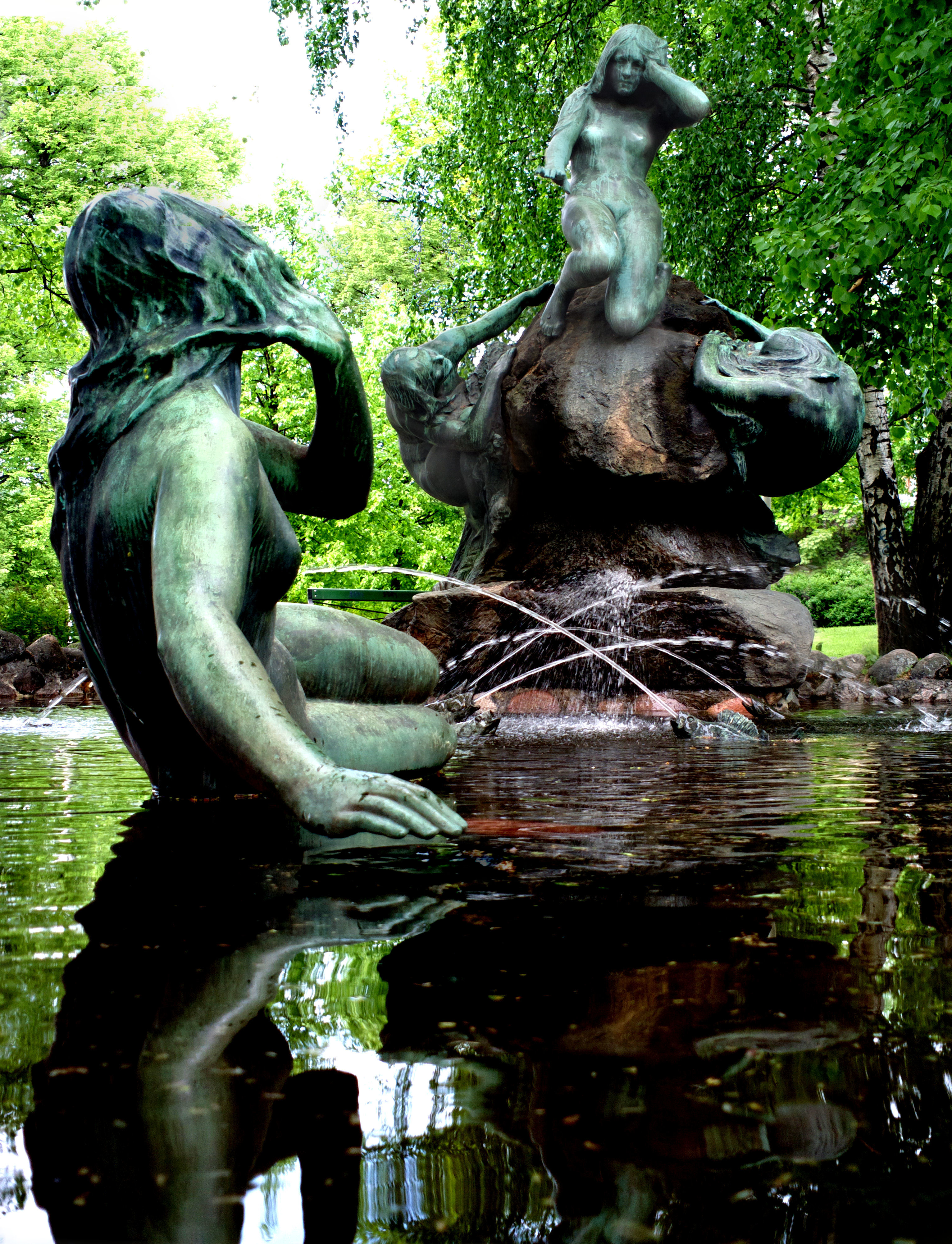
Fontaine Äino, Lahti par Emil Wikström,1912.
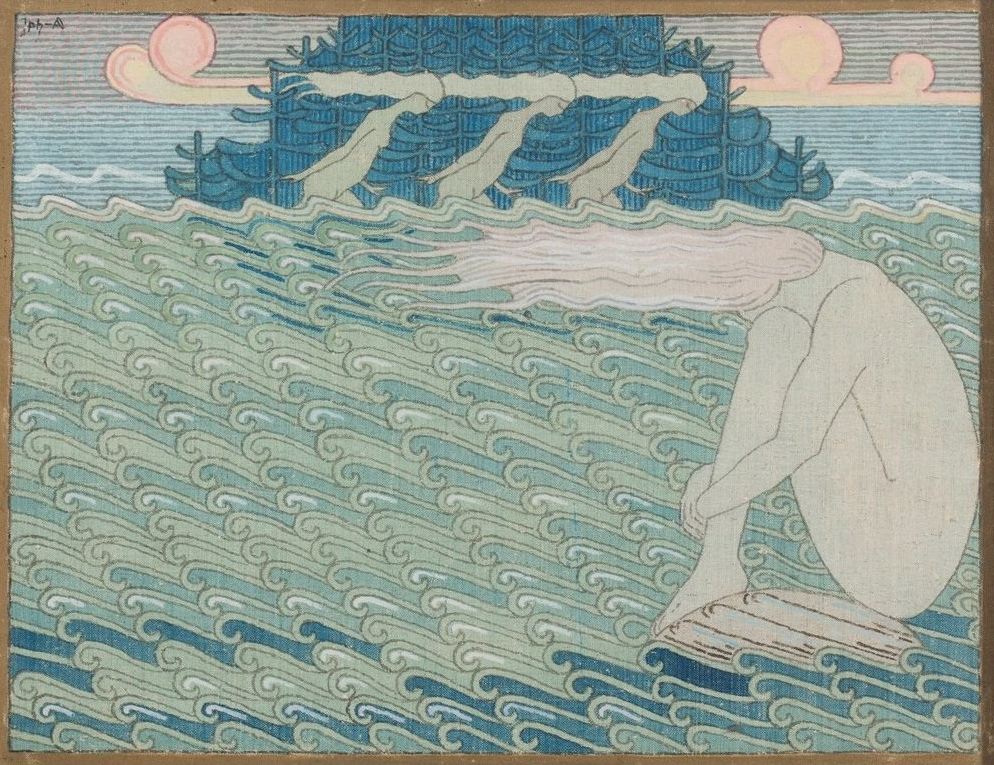
Jeune fille au caps, Joseph Alanen (fi), 1919-1920.
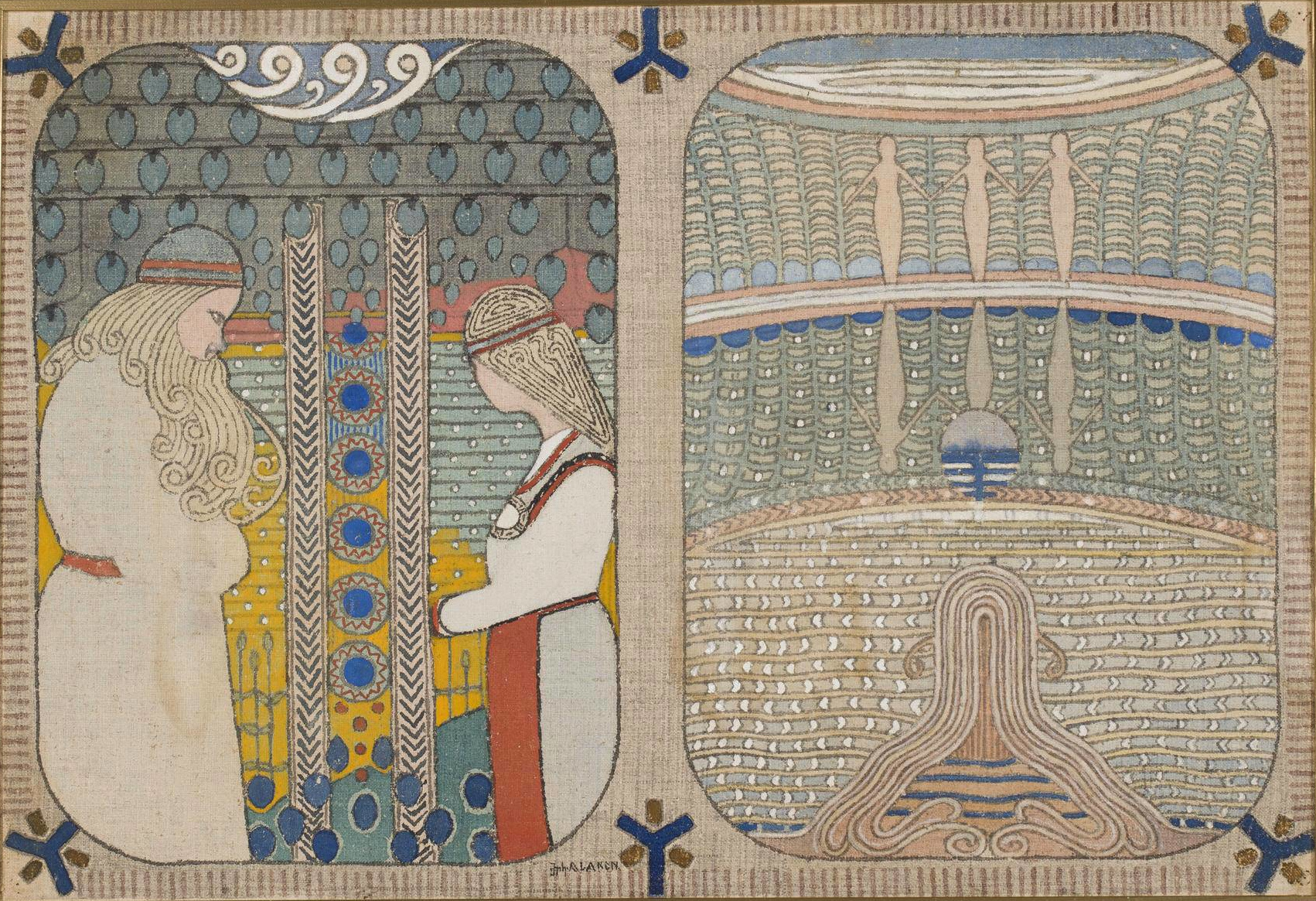
La cour d'Aïno et Aïno se noie elle-même, Joseph Alanen,1908–1910